# Niccolò Coscia
Niccolò Paolo Andrea Coscia (ur. 1681 w Pietra de'Fusi, archidiecezja Benevento, zm. 8 lutego 1755 w Neapolu) – kardynał włoski, bliski współpracownik papieża Benedykta XIII. Według herbarza Bonieckiego syn Jana Stefana Kościa – Zbirohowskiego h. Leliwa, urodzonego na Polesiu, który wyemigrował do Włoch i uzyskał tytuł książęcy.

## Życiorys
Przyjął święcenia kapłańskie 28 marca 1705. Był sekretarzem arcybiskupa Benevento, kardynała Vincenzo Marii Orsiniego (późniejszego papieża Benedykta XIII), został obdarzony godnościami kanonika, skarbnika, wizytatora apostolskiego, archiprezbitera oraz opata S. Lorenzo d'Aprice w archidiecezji. Po wyborze na papieża Orsini zabrał swojego sekretarza do Rzymu i obdarzył dalszymi godnościami. Coscia został sekretarzem papieskim ds. memoriałów (czerwiec 1724), a wkrótce arcybiskupem tytularnym Traianopoli (23 lipca 1724 konsekrował go sam papież), asystentem Tronu Papieskiego (29 stycznia 1725).
Posiadając pełne zaufanie Benedykta XIII, Niccolò Coscia miał jednocześnie fatalną opinię u współczesnych. Prowadził wiele nielegalnych interesów, handlował godnościami w Kurii Rzymskiej, przywłaszczył sobie znaczny majątek ze skarbca papieskiego. Udało mu się jednak odseparować papieża od pozostałych kardynałów, dzięki czemu pozostawał nietykalny za życia Benedykta. Uzyskiwał kolejne nominacje, łącznie z godnością kardynalską (na konsystorzu 11 czerwca 1725, 20 kardynałów, z łącznej liczby 26, protestowała przeciwko tej nominacji). Papież powierzył mu także godność koadiutora i administratora archidiecezji Benevento (której zwierzchnikiem pozostał do końca życia sam Benedykt). Niccolò Coscia był jednocześnie prefektem Kongregacji Awinionu oraz komandorem Wielkiego Krzyża zakonu joannitów.
Papież Benedykt XIII zmarł 21 lutego 1730. Świadomy swojej niepopularności Niccolò Coscia ukrywał się w Rzymie, następnie wyjechał do Cisterny, gdzie otoczył go opieką diuk Caserty Michelangelo Gaetani. Stamtąd Coscia zasugerował kardynałom, że jego nieobecność na konklawe może skutkować nieważnością wyboru papieża; w związku z tym Kolegium Kardynalskie udzieliło mu gwarancji bezpieczeństwa i mógł on przybyć na konklawe. W Rzymie złożył rezygnację z godności arcybiskupa Benevento (które formalnie mu przypadło jako koadiutorowi po śmierci Benedykta XIII) 8 stycznia 1731. Po konklawe został jednak aresztowany, oskarżony o liczne nadużycia i skazany na wysoką grzywnę oraz 10 lat więzienia w Zamku Św. Anioła. Papież Klemens XII dodatkowo nałożył karę ekskomuniki.
Po śmierci Klemensa XII, Niccolò Coscia został zwolniony z więzienia i mógł wziąć udział w kolejnym konklawe, a nowy papież Benedykt XIV przywrócił mu pełne prawa kardynalskie oraz uwolnił od ciążących zarzutów. Resztę życia Niccolò Coscia spędził w Neapolu, tam też zmarł i został pochowany.